# Yosh Nijman
Yosuah Hesdy Nijman (Orange, 2 gennaio 1996) è un giocatore di football americano statunitense che milita nel ruolo di offensive tackle per i Carolina Panthers della National Football League (NFL).

## Carriera

### Green Bay Packers
Dopo non essere stato scelto nel Draft, Nijman firmò con i Green Bay Packers il 3 maggio 2019. Fu svincolato il 31 agosto e rifirmò con la squadra di allenamento il giorno successivo. Il 26 novembre fu promosso nel roster attivo; tuttavia il 21 dicembre fu inserito in lista infortunati per un problema a un gomito che lo tenne fuori per il resto della stagione..
Nijman riuscì ad entrare nei 53 uomini del roster all’inizio della stagione 2020, giocando principalmente negli special team.
Nijman fu nominato terzo tackle sinistro nelle gerarchie della squadra all’inizio della stagione 2021, dietro a David Bakhtiari e Elgton Jenkins. Dopo che Jenkins si infortunò alla caviglia nella vittoria del secondo turno sui Detroit Lions e Bakhtiari stava ancora recuperando dalla rottura del legamento crociato anteriore subita la stagione precedente, Nijman disputò la sua prima gara come titolare nella vittoria della settimana 3 sui San Francisco 49ers. Con Jenkins ancora fuori, Nijman rimase titolare nel quarto turno contro i Pittsburgh Steelers e nel quinto contro i Cincinnati Bengals prima che Jenkins facesse ritorno nella settimana 6 contro i Chicago Bears.
Nella settimana 11 contro i Minnesota Vikings, Jenkins si infortunò al ginocchio per il resto della stagione. Nijman lo sostituì nuovamente come tackle sinistro titolare nei turni successivi. Saltò diversi snap nella settimana 15 contro i Cleveland Browns, venendo sostituito dal quarto tackle Ben Braden, ma fece ritorno nel corso della partita. Il 9 gennaio contro i Detroit Lions Bakhtiari fece ritorno come titolare, giocando la maggior parte del primo tempo ma uscì per affaticamento e Nijman lo sostituì per il resto della gara. Il 18 aprile 2022 rifirmò con i Packers.  Nella settimana 7, Nijman fu nominato tackle destro titolare al posto di Elgton Jenkins, che passò al ruolo di guardia sinistra.

### Carolina Panthers
Il 18 marzo 2024 Nijman firmò un contratto biennale con i Carolina Panthers.